# 1815 en Lorraine
Chronologie de la Lorraine
- 1811
- 1812
- 1813
- 1814
- 1815
- 1816
- 1817
- 1818
- 1819

Cette page est une liste d'événements qui se sont produits durant l'année 1815 en Lorraine.

## Éléments de contexte
- Les relations entre les Lorrains et l'occupant Russe sont jugées bonnes : en décembre 1815, avant de quitter de Nancy, Vorontsov écrit à son père : « Les habitants de Nancy nous voient partir avec regret; ils se sont accoutumés à nous et la présence actuelle des Bavarois leur fait apprécier encore plus notre conduite »[1].

## Événements

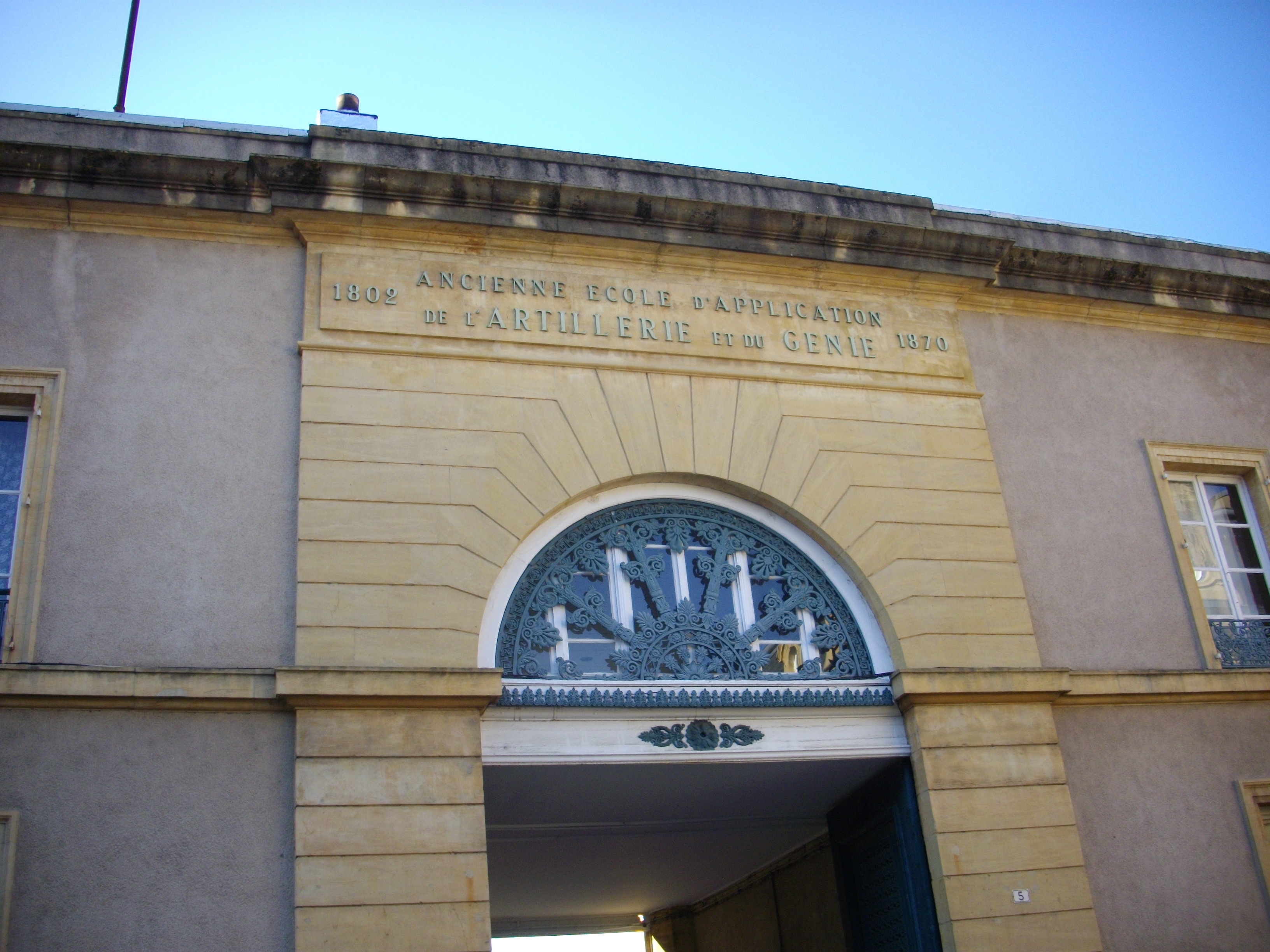
Portail de l'École d'application de l'artillerie et du génie.

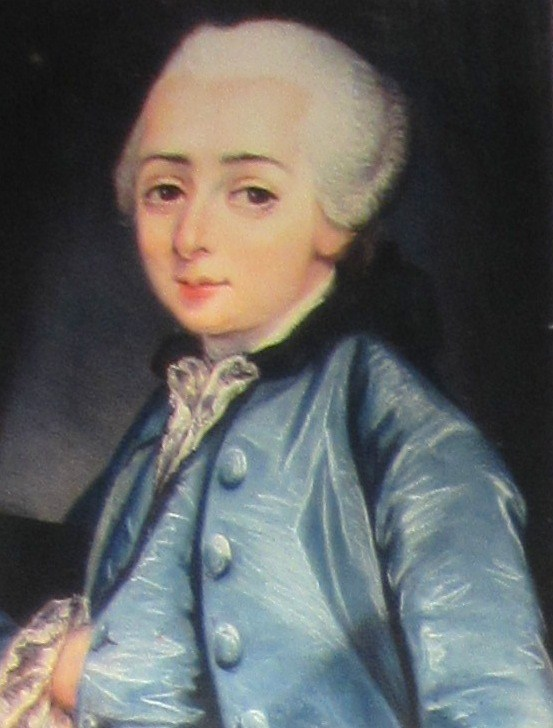
Philippe-Antoine Vogt d'Hunolstein

### Janvier
- Basile Guy Marie Victor Baltus de Pouilly prend le commandement de l’École d'application de l'artillerie et du génie de metz jusqu'au 31 mars 1815.

### Mars
- Napoléon ayant repris le pouvoir de retour de l'île d'Elbe, il nomme de nouveaux préfets dont le Baron Ladoucette à Metz, qui épure l'administration locale[2].
- L'archiduchesse Marie-Louise visite la Lorraine[3].

### Mai
- Élection des députés à la Chambre des représentants lors des cent-jours :
  - pour le département de la Meurthe : François Bailly, président du tribunal de Lunéville; Antoine Bertier, officier de la garde nationale de Nancy, juge de paix, il est aussi propriétaire d'un grand domaine où il se livre à des améliorations agricoles. Pendant les Cent-Jours, il vote avec les libéraux; Louis Bouvier-Dumolart, préfet de la Meurthe; Nicolas Gehin. Curé d'une paroisse de la Meurthe, il devient maire de Romecourt puis de Nancy. Il est conseiller de préfecture et sous-préfet de Toul en 1801; Charles-Joseph Parmentier élu de l'arrondissement de Sarrebourg; Stanislas Vallet de Merville; François-Léopold Bresson; Antoine Boulay de la Meurthe et Louis Joseph Schmits
  - pour le département de la Meuse : Dominique Christophe Bazoche, siégeant dans la minorité libérale; Jean Chenet; Jean-Louis Vivenot ; Jean-Baptiste Lambry; Pierre Hanus et Jacques Gillon
  - pour le département de la Moselle : Paul Grenier, avant qu'il ne soit nommé membre du gouvernement provisoire.; François Nicolas Roger-Belloguet; Jean-Baptiste Dominique Rolland; Jean-François Thurin; Louis Bouvier-Dumolart; François Durbach et Nicolas Barthélemy.
  - Pour le département des Vosges : Louis Léopold Buquet, élu par 65 voix sur 123 votants;  Charles-Marie David; Nicolas Christophe Gehin; Claude Charles Estivant; Jean-Louis Thomas; Joseph Falatieu; François Firmin Rouyer et Joseph Clément Poullain de Grandprey.

### Juin
- Après Waterloo, une seconde invasion traverse les départements lorrains : Lunéville est occupée le 26 juin, Nancy le lendemain, mais les autres places, comme Metz, refusent d'ouvrir leurs portes et de se rallier à Louis XVIII[2].
- L'archiduchesse Marie-Louise visite la Lorraine[3]
- A Metz, la population proclame Napoléon II empereur, refusant la Restauration[4].

### Juillet
- Juillet 1815 : Constantin-Marie-Louis-Léon de Bouthillier-Chavigny est nommé préfet de la Meurthe jusqu'au 12 août de la même année.

### Août

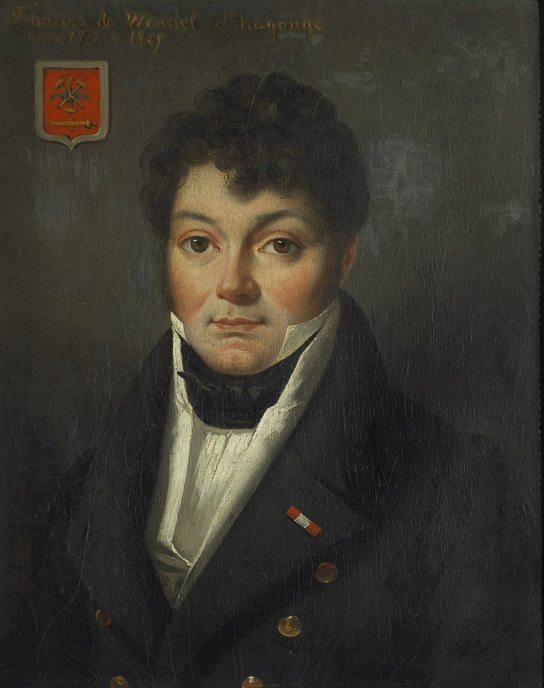
François de Wendel

- 14 et 22 août : élection des députés à la Chambre introuvable (Chambre des députés) lors de la seconde restauration : 
  - pour le département de la Meurthe : Jean Hyacinthe de Bouteiller jusqu'en 1816;  Antoine Nicolas François Dubois de Riocour, jusqu'en 1816 et de 1820 à 1827, siégeant dans la majorité soutenant les gouvernements de la Restauration; Antoine Jankovicz de Jeszenicze, siégeant dans la majorité soutenant les gouvernements de la Restauration et Joseph-Dominique Louis.
  - pour le département de la Meuse : Dominique Christophe Bazoche, siégeant dans la minorité libérale; Louis-Clair de Beaupoil de Sainte-Aulaire; Pierre Dieudonné Louis Saulnier, député de 1815 à 1823, siégeant dans la minorité libérale, s'opposant à la Restauration et  Louis Gabriel Pernot de Fontenoy
  - pour le département de la Moselle : Dominique-Charles-Ignace d'Hausen de Weidesheim; Joseph de Jobal siégeant avec la majorité de la Chambre introuvable;  Louis François Mennessier siégeant de 1815 à 1816 avec la majorité de la Chambre introuvable; Hubert Pyrot : siégeant dans la majorité de la Chambre introuvable; Charles-François de Ladoucette; Philippe Antoine Vogt d'Hunolstein faisant partie de la minorité ministérielle[5]; Jean-Baptiste Voysin de Gartempe, élu député du grand collège de la Moselle le 22 août 1815 avec 106 voix sur 192 votants et 318 inscrits. Au sein de la Chambre introuvable, il siège parmi les députés ministériels minoritaires et prend la défense de Masséna, dénoncé par des pétitionnaires marseillais, malgré les murmures et les interruptions durant la lecture de son discours; François de Wendel et Jean Ernouf
  - pour le département des Vosges : Joseph Cuny; Joseph Falatieu; Jean Nicolas Derazey et Jean-Claude Cherrier.

### Octobre
- 31 octobre : une ordonnance royale supprime les facultés et les académies[6].

### Novembre

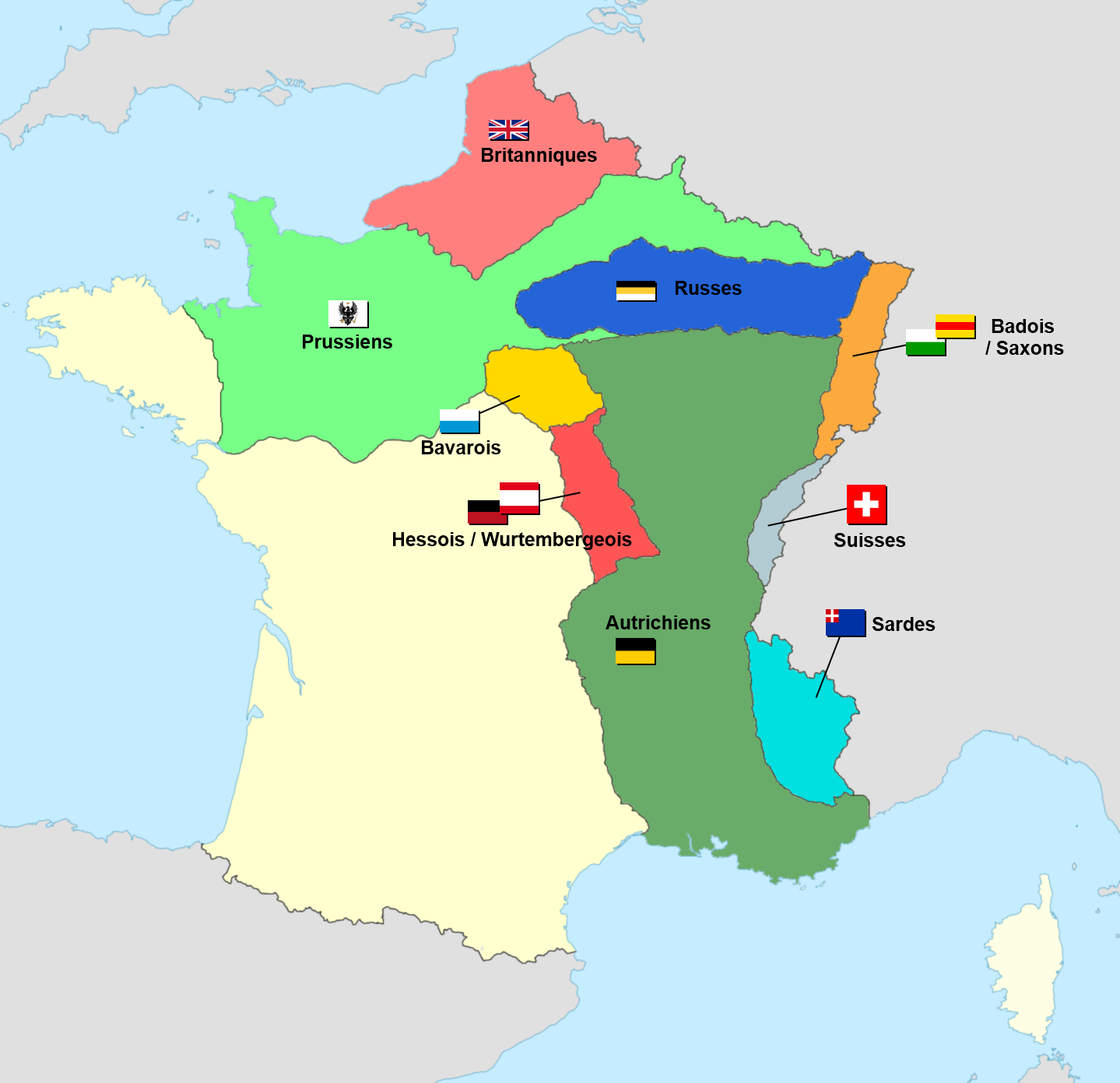
Zone d'occupation de la France de juin 1815 à novembre 1818.

- Lors du traité de Paris, le 20 novembre, la Moselle perd entre autres les territoires de Sarrebruck et Sarrelouis. L'occupation se poursuit jusqu'en 1818[2].
- Occupation de la région par les troupes russes (Briey...)

### Presse écrite
- Le Journal de la Lorraine et du Barrois change de nom et devient le Journal, feuille d'annonces et avis du département de la Meurthe[7].

## Naissances

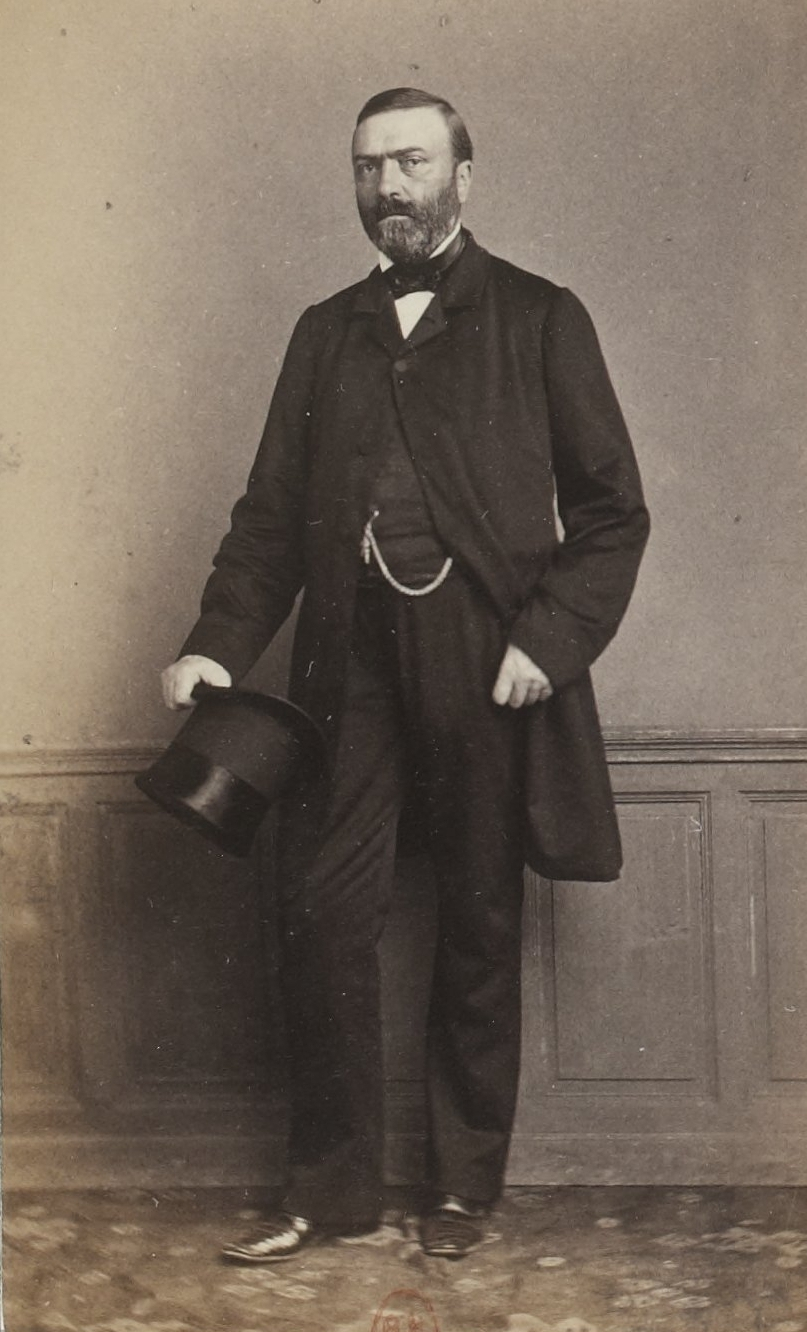
Victor Louis de Benoist

- 12 janvier à Rochesson : Jean-Romary Grosjean, né le 12 janvier 1815, décédé le 13 février 1888 à Saint-Dié, organiste, compositeur et éditeur français.
- 5 février à Saint-Avold : Antoine-Nicolas Braun (1815-1885), prêtre jésuite français, missionnaire au Canada, auteur et directeur spirituel en France et au Canada.
- 2 mars à Bar-le-Duc : Maurice de Vaines, mort le 14 août 1869 à Antibes dans le département des Alpes-Maritimes, peintre français.
- 26 mars à Thionville : Siméon Bourgois, mort à Paris le 24 décembre 1887, amiral français.
- 28 août à Nancy : Auguste Digot, mort à Nancy le 29 mai 1864, est un historien français qui se consacra à l'histoire de la Lorraine.
- 23 octobre à Toul : Henri Jacob Loritz, décédé à Nancy le 30 août 1865 (à 49 ans), fondateur d'une école technique et professionnelle privée, dénommée plus tard l'école professionnelle de l'Est et d'un pensionnat pour y loger les internes de l'école, à Nancy, bâtiments et ateliers pour étudier les sciences appliquées, l'industrie et le commerce, appelées depuis le milieu du XXe siècle, le lycée Henri-Loritz.
- 27 octobre à Dugny : Le baron Victor Louis de Benoist, décédé le 15 juin 1896 à Waly, député du Second Empire de 1858 à 1870 et un agronome distingué.
- 9 novembre à Rambervillers : Charles Louis Gratia, mort le 11 août 1911 à Montlignon (Val-d'Oise), peintre et pastelliste français.
- 13 novembre à Bey-sur-Seille : Jacques Eugène Feyen, mort le 24 juillet 1908 dans le 9e arrondissement de Paris, photographe et peintre français.

## Décès
- 14 janvier, à Metz : Nicolas Champion, dit Champion de la Meuse, né le 18 novembre 1756 à Bar-sur-Ornain, homme politique français de la Révolution et du Premier Empire.
- 13 avril, Metz : Frédéric Auguste, baron de Beurmann, né le 22 septembre 1777 à Nancy, général français de la Révolution et de l’Empire.
- 8 juin à Metz : Jacques Henry François Lefebvre de Ladonchamps, né le 18 octobre 1727 à Metz, général de brigade de la Révolution française, chevalier de Saint-Louis[8].
- 20 novembre à Ogéviller : Germain Bonneval, né le 28 janvier 1738 à Juvelize, homme politique français.
- 17 décembre à Arrancy-sur-Crusne : Charles Chonet de Bollemont, né le 30 août 1749 à Arrancy-sur-Crusne (Meuse), général français de la Révolution et de l’Empire.